# Marsdenia bourgeana
Marsdenia bourgeana är en oleanderväxtart som beskrevs av Rothe. Marsdenia bourgeana ingår i släktet Marsdenia och familjen oleanderväxter. Inga underarter finns listade i Catalogue of Life.